# برج اسملوم

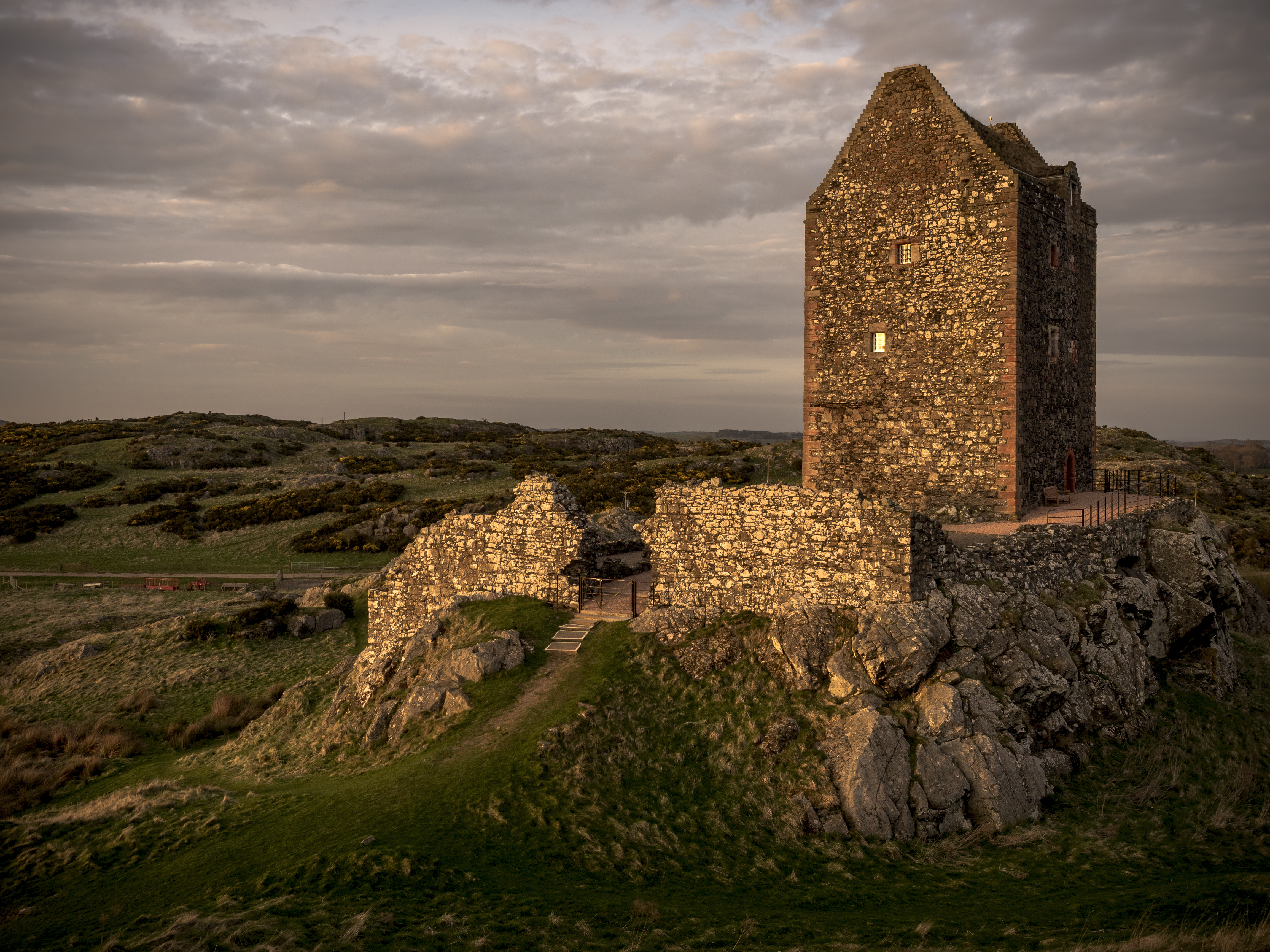
نمایی از برج اسملوم.

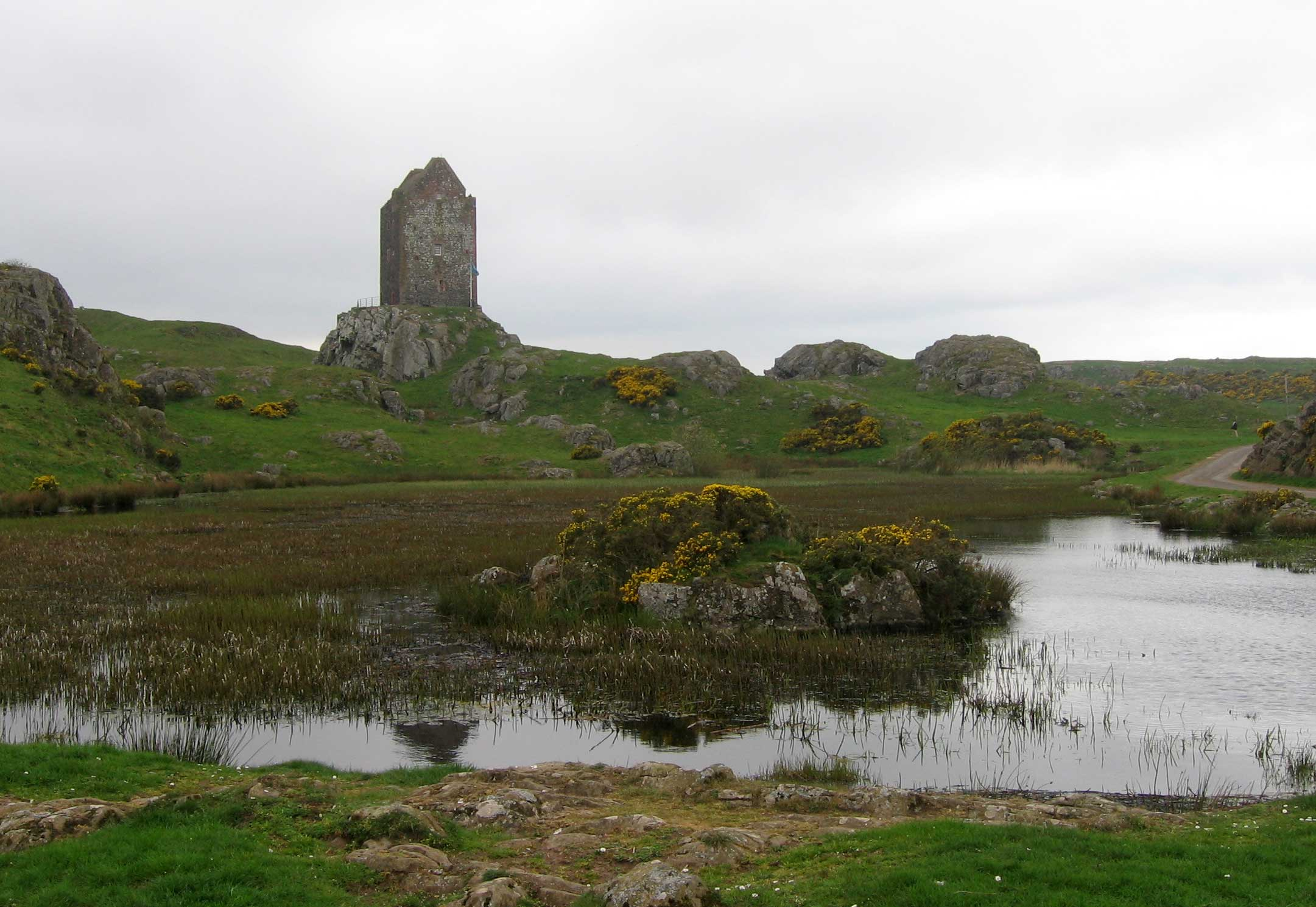
نمای شرقی برج اسملوم.

برج اسملوم (انگلیسی: Smailholm Tower) یک برج پیل در اسملوم در هشت کیلومتری غرب کلسو، اسکاتیش بوردرز است. موقعیت منحصربه‌فرد دفاعی این برج بر فراز صخره‌ای از تپهٔ لیدی منظرهٔ وسیعی از زمین‌های اطراف به دست می‌دهد. این بنا یک یادمان محافظت شده و در اختیار سازمان محیط زیست تاریخی اسکاتلند است. و یکی از هشت جاذبهٔ توریستی اسکاتلند است که از ویزیت‌اسکاتلند پنج ستاره گرفته‌است.